# Chamissoa altissima
Chamissoa altissima är en amarantväxtart som först beskrevs av Nikolaus Joseph von Jacquin, och fick sitt nu gällande namn av Carl Sigismund Kunth. Chamissoa altissima ingår i släktet Chamissoa och familjen amarantväxter.

## Underarter
Arten delas in i följande underarter:
- C. a. altissima
- C. a. rubella